# آدم براون (كاتب)
آدم براون (بالإنجليزية: Adam Braun)‏ هو كاتب أمريكي، ولد في 31 أكتوبر 1983 في نيويورك في الولايات المتحدة.

## وصلات خارجية
- الموقع الرسمي